# Любомир Коцев
Любомир Коцев е бивш български футболист, защитник. Играл е за Ботев (Враца) (1961 – 1975). Има 204 мача и 1 гол в А група. Бронзов медалист през 1971 г. с Ботев (Враца). Има 4 мача за Б националния отбор. За купата на УЕФА е изиграл 2 мача.